# Qadi al-Nu'man
Abū Ḥanīfa al-Nuʿmān ibn Muḥammad ibn Manṣūr ibn Aḥmad ibn Ḥayyūn al-Tamīmī, maggiormente noto come al-Qāḍī al-Nuʿmān (Ifriqiya, ... – 974 (363 Egira)), è stato un giurista ismailita e storico ufficiale della dinastia fatimide.

## Biografia
Nato in Ifrīqiya (come rivela la sua nisba), si convertì all'Islam ismailita e cominciò in patria la sua carriera giuridica sotto il primo Imam/Califfo ʿUbayd Allāh al-Mahdī bi-llāh (reg. 909-934 / 297-322 E), ascendendo rapidamente alla dignità di qāḍī supremo (Qāḍī al-qudāt ) dello Stato fatimide. Nel suo mezzo secolo di attività al fedele servizio della dinastia, scrisse un gran numero di libri su incoraggiamento e commissione del califfo, sia su argomenti storici e biografici, sia su tematiche giuridiche (fiqh) e sull'interpretazione delle sacre scritture (taʾwīl). 
Dopo la conquista fatimide dell'Egitto, il Qāḍī al-Nuʿmān lasciò l'Ifrīqiya in favore della neo-fondata Cairo, in cui morì nel 974 / 363 E. 
Il suo capolavoro sono i Daʿāʾim al-Islām (in arabo دعائم الاسلام‎?), ossia I pilastri dell'Islam, per la cui realizzazione impiegò trent'anni circa e che costituiscono la summa delle conoscenze giuridiche del fiqh ismailita-fatimide. Il lavoro - che fu completato durante l'Imamato di al-Muʿizz li-dīn Allāh (reg. 953-975 / 341-365 E.), fu accolto ai suoi tempi come il codice di riferimento dallo Stato fatimide e serve ancor oggi come fonte primaria della legge sacra (shari'a) per alcune comunità Must'ali ismailite, specialmente di quelle tayyibite.
Un altro importante lavoro fu il Kitāb iftitāḥ al-daʿwa wa-ibtidāʾ al-dawla (Libro dell'inizio della missione e dell'istituzione della Dinastia [fatimide]), che evoca l'ascesa della dinastia fatimide, compresi gli anni iniziali della daʿwah ismailita clandestina in Yemen ad opera di Ibn Hawshab: la corrispondenza intercorsa tra Abū ʿAbd Allāh al-Shīʿī con la tribù berbera dei Kutama e le comuni spedizioni militari che portarono alla vittoria ai danni della dinastia aghlabide; l'abbandono di al-Mahdī bi-llāh da Salamiya, la sua prigionia a Sijilmāsa e il suo successivo rilascio, culminando con l'instaurazione dello Stato fatimide in Ifrīqiya nel 909. Il libro fornisce anche un resoconto delle circostanze che portarono alla disgrazia |Abū ʿAbd Allāh al-Shīʿī (per la quale si richiama la responsabilità di suo fratello maggiore Abū l-ʿAbbās) e la sua esecuzione finale. Dà del pari una descrizione dello Stato fatimide fino al 957, quando il libro finisce.
Altri lavori di rilievo del Qāḍī al-Nuʿmān sono l'Ikhtilāf uṣūl al-madhāhib (Differenze tra i fondamenti delle scuole religiose), il Kitāb al-majālis wa l-musayārāt (Libro delle sessioni e delle escursioni) e il Kitāb al-himma fī adab atbāʿ al-aʾimma (Il libro della necessaria educazione per i seguaci degli Imam).